# San Francisco Glens
El San Francisco Glens es un equipo de fútbol de los Estados Unidos que juega en la Premier Development League, la tercera división de fútbol en el país.

## Historia
Fue fundado en el año 1961 en la ciudad de San Francisco, California por el doctor Michael McFadden y fue uno de los varios equipos de origen irlandés que emergieron de la SFSFL en la década de los años 1960, aparte de ser el equipo de fútbol más viejo de San Francisco, California.
El club tomó relevancia luego de llegar a la final de la Copa Nacional Aficionada en 1979, la cual perdieron 0-1 ante el Atlanta Datagraphic. Vuelven a llegar a la final de la copa en 1990 que también perdieron 0-1.
En 1984 ganan su primera liga de la SFSFL, el que fue el primer título de liga para un equipo de origen irlandés, y ganaron su segundo título de liga en 1990.
En 2018 dejan el nivel aficionado y pasan a jugar en la Premier Development League y también crearon sus divisiones menores.

## Palmarés

### SFSFL
- 1st Division (2): 1978–79, 1992–93
- Major Division (3): 1983–84, 1989–90, 2001
- 3rd Division (1): 1977–78
- 4th Division (1): 1976–77

### Copa Estatales
- California State Cup (1): 1983–84
- California State Intermediate Cup (1): 1968–69
- U.S. Open Cup California North (3): 1977–78, 1979–80, 1980–81
- California North (3): 1978–79, 1979–80, 1982–83
- Finalista Nacional (2): 1979, 1990

### Carlsberg Cup
- Zona San Francisco (1): 2001
- Final Nacional (1) 2001